# الفالج (عمان)
الفالج منطقة سكنية تقع في لواء الموقر، محافظة العاصمة في الأردن. تنتمي المنطقة لقضاء الموقر الذي يضم 15 منطقة. يقدر عدد سكانها بـ 138 نسمة حسب إحصاء 2015.

## الوصلات الخارجية
- دائرة الاحصاءات العامة